# Chloromyxum bora
Chloromyxum bora is een microscopische parasiet uit de familie Chloromyxidae. Chloromyxum bora werd in 1930 beschreven door Fujita. 